# Scusa (Gazzelle)
Scusa è un singolo del cantautore italiano Gazzelle, pubblicato il 13 novembre 2020 come terzo estratto dal terzo album in studio OK.

## Antefatti
Il singolo è stato annunciato il 30 ottobre 2020.

## Tracce
Testi e musiche di Flavio Bruno Pardini.
1. Scusa – 3:30

## Classifiche
| Classifica (2020) | Posizione massima |
| ----------------- | ----------------- |
| Italia            | 5                 |